# چالاد
چالاد (به انگلیسی: Chalad) یک منطقهٔ مسکونی در هند است که در بخش کنور واقع شده‌است.